# Silencer (švédská hudební skupina)
Silencer byla švédská blackmetalová hudební skupina založená v roce 1995 kytaristou Andreasem Casadym. Skládala se pouze ze dvou oficiálních členů – kytaristy Andrease Casada a zpěváka Nattramna.

## Historie
V roce 1998 vydali demo Death – Pierce Me, na kterém spolupracoval bubeník Jonas Mattsson, obsahující jedinou stejnojmennou skladbu. O tři roky později pak vydali své jediné album Death – Pierce Me. Texty psali oba členové a pojednávají o sebevraždě, smrti, misantropii a šílenství.
Skupina nikdy nevystupovala živě, ani neposkytovala žádné oficiální rozhovory.

## Diskografie
- Death – Pierce Me – demo (1998)
- Death – Pierce Me – studiové album (2001)
- Death – Pierce Me – box set (2021)